# Humberto Calzada
Humberto Calzada (La Habana, 25 de mayo de 1944-Miami, Florida,  17 de agosto de 2025), fue un pintor cubano.

## Exposiciones Personales
- Desde 1975 presenta exposiciones personales como la realizada en Bacardí Art Gallery, Miami, Florida.
- En 1985 expuso "Humberto Calzada. Acrílicos" Galería Nueve, Lima, PERÚ, entre otras.

## Exposiciones Colectivas
Entre las exposiciones colectivas en que ha participado se encuentran:
- En 1973, "V Annual Pan American Art Exhibition" Miami Dade Public Library, Miami, Florida.
- En 1981 en la IV Bienal de Arte de Medellín. Museo de Arte Moderno, Medellín, COLOMBIA.
- En 1983 en la Sexta Bienal de San Juan del Grabado Latinoamericano. Arsenal de la Marina, San Juan, PUERTO RICO.
- En 1986 expuso en la V Bienal Iberoamericana de Arte Domecq. Instituto Cultural Domecq, México, D.F., MÉXICO.
- En 1997 en la Latin American Art Biennial. Galería 1.2.3., San Salvador, EL SALVADOR.

## Premios
Entre los premios obtenidos podemos mencionar:
- En 1973 Mención de Honor. V Annual Pan American Art Exhibition. Miami Dade Public Library, Miami, Florida.
- En 1977 Primer Premio. South Miami Art Festival, Miami, Florida.
- En 1978 Premio Adquisición. Museum of Moder Art of Latin America, Washington D. C., EE. UU.

## Obras en Colección
Su trabajo se encuentra expuesto en las colecciones de:
- Archer M. Huntington Art Gallery, Austin, Texas, EE. UU.
- En el Art Museum, Fort Lauderdale, Florida.
- En el Art Museum, Florida International University (FIU), Miami, Florida.
- En el Art Museum of the Americas, Organization of American States (OAS), Washington D. C.
- En el Bass Museum of Art, Miami Beach, Florida.
- En el Denver Art Museum, Colorado.
- En el Lowe Art Museum, University of Miami, Coral Gables, Florida.
- En el Meadows Museum and Sculpture Court, Dallas, Texas.
- En el Miami University Art Museum, Oxford, Ohio.
- En el Museo de Arte de Ponce, PUERTO RICO.
- En el Museo de Arte Contemporáneo, Ciudad Panamá, PANAMÁ.
- En el Museo Nacional de Bellas Artes, Santiago de Chile, CHILE.
- En el Museum of Modern Art of Latin America, Washington D. C.
- En el Polk Museum of Art, Lakeland, Florida.
- En el St. Louis Art Museum, San Luis, Misuri.
- En el The University Museum, Southern Illinois University at Edwardsville, Illinois, EE. UU., entre otros.